# Andrea Causin
Andrea Causin (Venezia, 13 settembre 1972) è un politico italiano.

## Biografia
Iscritto alle ACLI, è presidente nazionale del movimento giovanile Gioventù Aclista dal 1999 al 2001 e dell'associazione provinciale di Venezia tra il 2002 e il 2005. Nel frattempo, è dirigente presso varie aziende pubbliche nel settore dell'energia e dell'ambiente.
Nel 1994 diviene consigliere comunale a Martellago per il Partito Popolare Italiano di Mino Martinazzoli.
Nel 2005 entra a far parte del Consiglio regionale del Veneto per la provincia di Venezia con 2.672 preferenze nella lista civica Per il Veneto a sostegno del candidato di centrosinistra Massimo Carraro, quindi aderisce al Partito Democratico, entrando nel 2008 come Responsabile Enti Locali nella Segreteria nazionale PD dal Segretario Walter Veltroni e Vicesegretario del Pd Veneto. Nelle file del PD è confermato in Consiglio nel 2010 con 7.008 preferenze (primo degli eletti nella provincia di Venezia). Nel marzo 2011 formalizza l'uscita dal PD, evidenziando il tradimento del progetto riformatore del Lingotto da parte della segreteria Bersani.
Dopo aver organizzato in Veneto il movimento Italia Futura, promosso da Luca Cordero di Montezemolo, contribuisce alla formazione della lista Scelta Civica, nella quale è candidato ed eletto alla Camera dei deputati nella circoscrizione Veneto 2 a seguito delle elezioni politiche del 2013. È stato membro del Consiglio direttivo del gruppo parlamentare Scelta Civica per l'Italia alla Camera dei deputati e responsabile organizzazione nazionale di Scelta Civica fino alla fine dell'esperienza di Scelta Civica, seguita alla decisione di Mario Monti di abbandonare la politica attiva.
Pur non avendo aderito ad alcun partito, è componente del gruppo di Area Popolare nella convinzione che ci sia bisogno in Italia di un grande partito che faccia riferimento al Partito Popolare Europeo.
Il 20 giugno 2017 passa a Forza Italia, con cui l’anno dopo si candida al Senato nel Collegio plurinominale Veneto - 01, che comprende Venezia, Rovigo, Treviso e Belluno, venendo rieletto.
Nel dicembre 2019 è tra i 64 firmatari (di cui 41 di Forza Italia) per il referendum confermativo sul taglio dei parlamentari: pochi mesi prima i senatori berlusconiani avevano disertato l'aula in occasione della votazione sulla riforma costituzionale.
Il 19 gennaio 2021, vota la fiducia al Governo Conte II, in dissenso dal suo gruppo. Viene immediatamente espulso da Forza Italia.
Il 27 gennaio al Senato nasce Europeisti-Maie-Centro Democratico, gruppo di 10 parlamentari del Misto di diversa provenienza (MAIE, CD, Autonomie, ex M5S, ex PD, ex FI) che sostengono un nuovo incarico a Giuseppe Conte, tra cui Causin, che sarà il vice presidente. Il 29 marzo il gruppo si scioglie. Il 23 dicembre, sulle orme di quanto avevano fatto prima di lui la senatrice Mariarosaria Rossi e il senatore Raffaele Fantetti, aderisce a Coraggio Italia, entrando a far parte della componente IDeA-Cambiamo-Europeisti-noi di Centro (Noi Campani). 
Nel giugno 2022 Giovanni Toti e Marco Marin, insieme a una folta schiera di parlamentari, lasciano Coraggio Italia, pertanto l'11 luglio Causin esce dalla componente Italia al Centro al Senato e aderisce alla componente del Movimento Associativo Italiani all'Estero, per l'occasione rinominata MAIE-Coraggio Italia.
Alle elezioni politiche anticipate del 25 settembre 2022 viene candidato al Senato nel collegio uninominale Trentino-Alto Adige - 06 (Bressanone/Brixen) per il centro-destra in quota Noi moderati, lista composta da Coraggio Italia, Italia al Centro, Noi con l’Italia e UdC, per la quale è capolista nel collegio plurinominale Veneto - 01. Tuttavia, nel collegio uninominale Causin con il 6,97% arriva quarto dietro a Meinhard Durnwalder di SVP-PATT (46,11%), Hans Heiss di Alleanza Verdi e Sinistra (15,58%) e Ulli Mair di Die Freiheitlichen (8,89%), mentre a livello nazionale Noi moderati non supera la soglia di sbarramento del 3%, non conseguendo seggi nella quota proporzionale.
Il 25 febbraio 2025 dalla sede di Forza Italia a Padova, il segretario regionale Flavio Tosi annuncia il rientro ufficiale di Causin nel partito. 

## Vita privata
Sposato con Claudia Padovan, ha due figli.